# Majara Hosahalli, Koratagere
Majara Hosahalli là một làng thuộc tehsil Koratagere, huyện Tumkur, bang Karnataka, Ấn Độ.